# Gmina Żukowice
Die Gmina Żukowice ist eine Landgemeinde im Powiat Głogowski der Woiwodschaft Niederschlesien in Polen. Ihr Sitz ist das gleichnamige Dorf (deutsch Herrndorf) mit etwa 900 Einwohnern.

## Gliederung
Die Landgemeinde Żukowice hat 15 Dörfer (deutsche Namen bis 1945) mit einem Schulzenamt: 
| - Brzeg Głogowski (Brieg) - Bukwica (Leutbach, 1937–1945 Buchenhang) - Czerna (Klein Tschirne, 1936–1945 Alteichen) - Dankowice (Denkwitz) - Dobrzejowice (Doberwitz, 1937–1945 Gutendorf) - Domaniowice (Mangelwitz) - Glinica (Bansau) - Kamiona (Ziebern) | - Kłoda (Kladau) - Kromolin (Schönau) - Nielubia (Nilbau) - Słone (Schloin) - Szczepów (Seppau) - Zabłocie (Stumberg) - Żukowice (Herrndorf) |

Weitere Ortschaften der Gemeinde sind:
Czerna-PKP, Góra Świętej Anny (Annaberg), Mierzów (Mürschau), Słoćwina (Schlatzmann) und Zameczno (Samitz, 1937–1945 Buschacker).

## Bauwerke

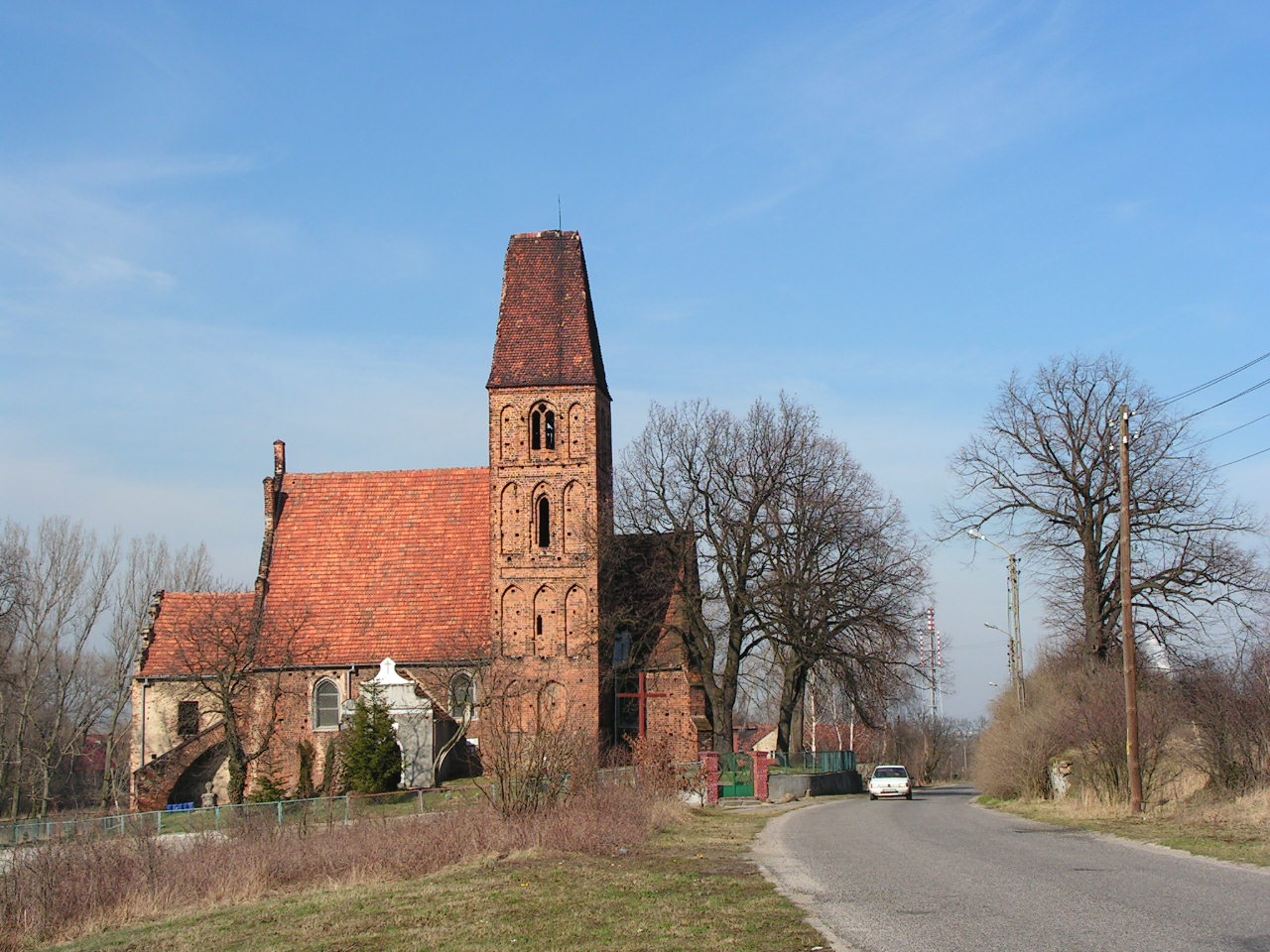
Kirche von Żukowice

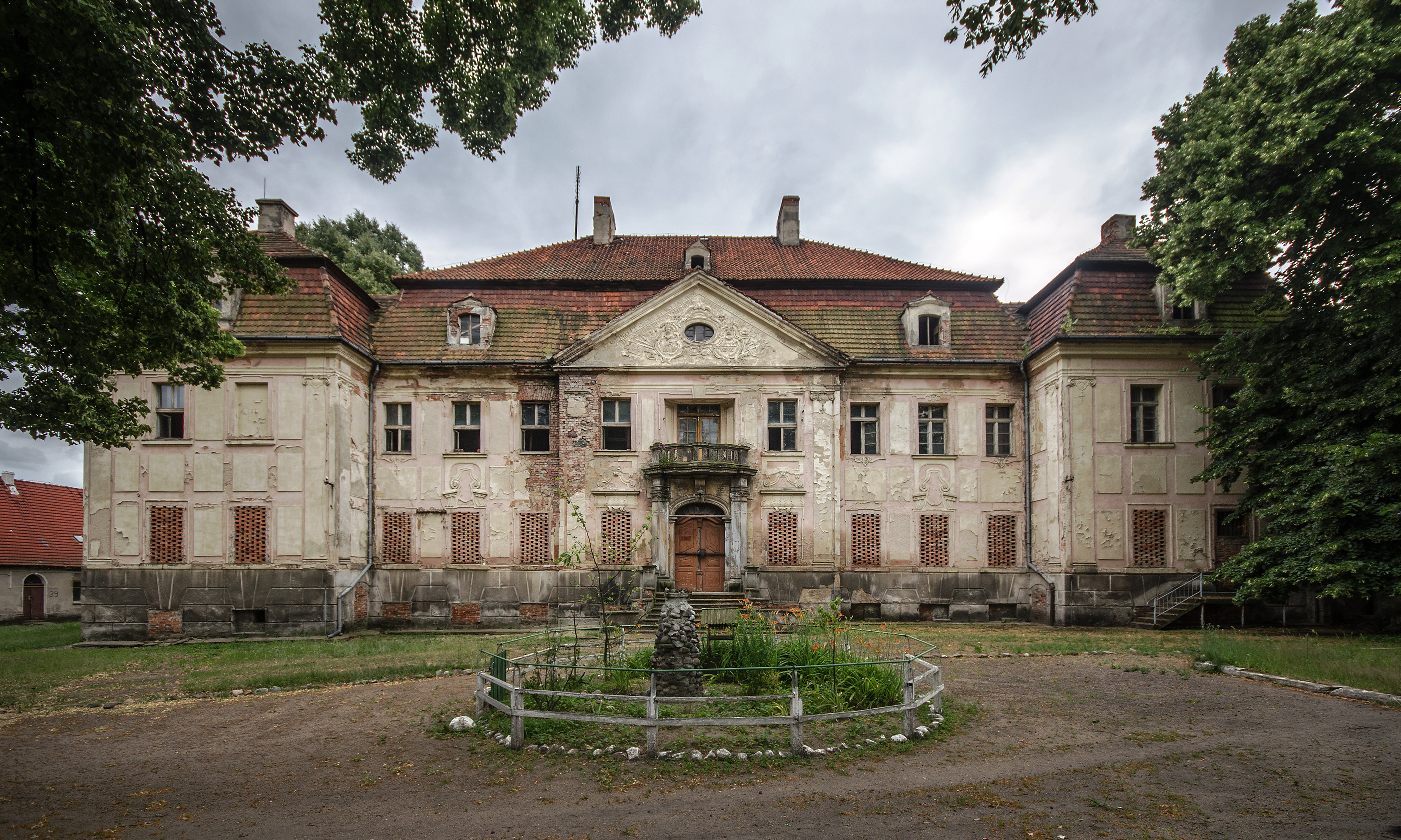
Schloss Herrndorf

- Dorfkirche aus dem 14. Jahrhundert in Żukowice
- Schloss Herrndorf von 1743 in Żukowice

## Verkehr
Die Bahnhöfe Niegosławice und Nielubia lagen an der hier nicht mehr im Personenverkehr betriebenen Bahnstrecke Łódź–Forst (Lausitz), die Haltestelle Czerna liegt an der Bahnstrecke Wrocław–Szczecin.